# Scheveninger System
Das Scheveninger System bezeichnet eine Turnierform, die zum Beispiel im Schach angewendet wird. Im Idealfall bestreiten die Spieler der einen Hälfte jeweils eine Partie gegen alle Spieler der anderen Hälfte.

## Anwendung als Mannschaftsturnier
Bei einem Mannschaftskampf nach Scheveninger System spielt jeder Spieler der einen Mannschaft gegen jeden der anderen. Die Zahl der Durchgänge entspricht also der Mannschaftsstärke.
Diese Form des Mannschaftskampfes würde sich bei Partien mit Turnierbedenkzeit über mehrere Tage ziehen.
Das Scheveninger System bietet sich dadurch häufiger für Wettkämpfe mit verkürzter Bedenkzeit an, also für Blitzschach oder Schnellschach.
Im normalen Spielbetrieb der Vereinsmannschaften ist diese Turnierform aus Zeitgründen nicht praktikabel, dort spielt immer nur ein Spieler eines Vereins genau eine Partie gegen einen des anderen Vereins – in Deutschland üblicherweise in 8er-Mannschaften, je nach Liga.
Es gibt aber Varianten wie das Halb-Scheveninger System oder noch weitere Verkürzungen. Beim Halb-Scheveninger System spielen z. B. die Spieler Nr. 1–4 jeder Mannschaft gegen die Spieler 1–4 der anderen Mannschaft und die Nr. 5–8 gegen die 4 gegnerischen Spieler mit Nummern 5–8. Es ergeben sich also 4 Durchgänge. In der DDR spielte zeitweise die höchste Liga (Sonderliga) nach diesem System, wodurch ein Wettkampf ein ganzes Wochenende dauerte. Auch eine nochmalige Halbierung in Paar-Gruppen ist denkbar. Dann spielen z. B. im ersten Durchgang 1-1, 2-2, 3-3, 4-4 usw. im Rückkampf 1-2, 2-1, 3-4, 4-3 usw.

## Anwendung als Einzelturnier
Verschiedene Einzelturniere werden im Scheveninger System ausgetragen. Dabei spielt eine Gruppe gegen jeden Spieler der anderen Gruppe. Beispiele sind Alt-Jung, Männer-Frauen, Einheimische-Gäste usw.

## Anwendung als Normenturnier
Eine spezielle Form des Einzelturniers ist die Aufteilung in 2 Gruppen, wobei in der einen Gruppen die renommierten Titelträger (z. B. Großmeister) stehen, in der anderen Gruppe die Spieler, die eine Titelnorm anstreben. Dadurch kommen die Kandidaten relativ einfach zu der erforderlichen Zahl von Spielen gegen Titelträger und bei entsprechender Leistung auch zu Titelnormen.

## Anwendung als Elo-Turnier
Das Scheveninger System fand früher auch Anwendung in sogenannten Elo-Erwerbsturnieren. Dabei treten mindestens neun Teilnehmer ohne internationale Elo-Zahl gegen neun Spieler mit Elo-Zahl an. Zum Erwerb dieser vom Weltschachbund FIDE vergebenen internationalen Spielstärkezahl mussten nämlich mindestens neun Elo-gewertete Partien vorliegen, um eine Elo-Zahl zu erspielen. Durch das Scheveninger System ist also gewährleistet, dass die Elo-Anwärter die erforderliche Anzahl Partien bestreiten, ohne eventuell gegeneinander spielen zu müssen wie in Rundenturnieren oder Turnieren nach Schweizer System. Seit 2002 werden allerdings Turniere nach dem Scheveninger System nicht mehr zur Eloauswertung zugelassen, wenn mehr als ein Teilnehmer keine Elozahl aufweist.